# Národní park Arcipelago di La Maddalena
Národní park Arcipelago di La Maddalena (italsky Parco nazionale dell'Arcipelago di La Maddalena) je národní park v Itálii, na severovýchodě Sardinie, v provincii Sassari. Park tvoří souostroví Maddalena (51 km²) a okolní moře (150,5 km²). Park byl založen v roce 1994.

## Geografie
Souostroví se skládá z ostrova La Maddalena (20,1 km²), šesti dalších větších ostrovů: Caprera (15,7 km²), Spargi (4,2 km²), Santo Stefano (3 km²), Budelli, Santa Maria, Razzoli a 55 menších ostrovů a ostrůvků. Délka pobřeží všech ostrovů je 180 km.